# تان سين هوين
تان سين هوين (بالفيتنامية:|Huỳnh Tấn Sinh)، من مواليد 6 أبريل 1997م، وهو لاعب كرة قدم فيتنامي محترف، يلعب مع نادي كوانغ نام الفيتنامي، ويلعب بمركز الدفاع، شارك مع زملائه في التشكيلة الثابتة للمنتخب الفيتنامي لبطولة كأس العالم تحت 20 سنة، والتي أستضافته كوريا الجنوبية سنة 2017م.